# Freetekno

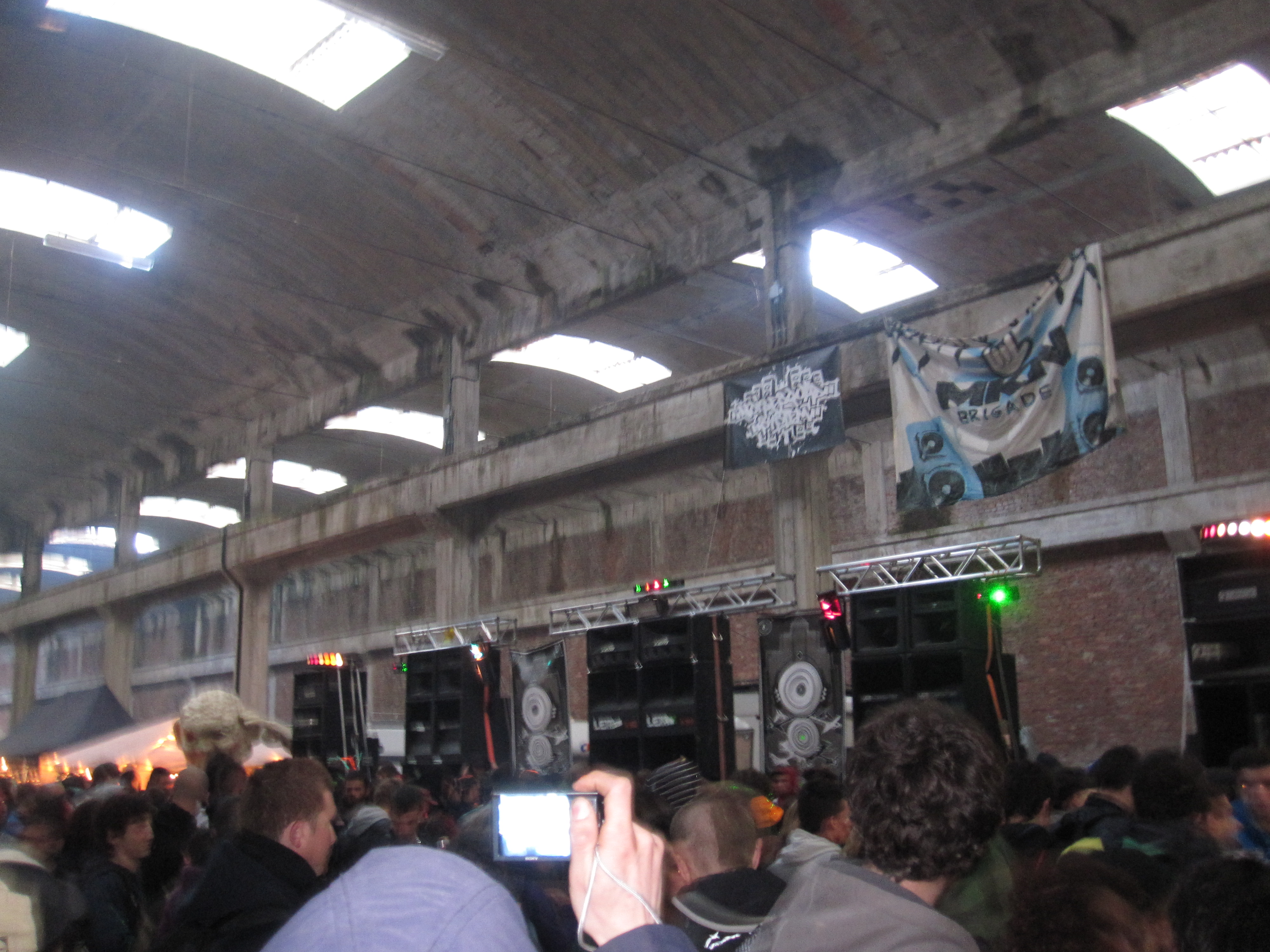
Freetekno party

Freetekno je název pro hudební styl a s ním spojenou scénu.
Hudebně je freetekno undergroundová odnož techna, má velký „zkreslený“ basový rytmus, který se pohybuje v rozmezí 160 a 210 BPM. Jeho takt se zřídka kdy zastaví, a pokud se tak stane, tak jen na 4 až 16 dob. Většinou není příliš bohaté na tóny a zaměřuje se spíše na rytmus a „pohyb“. V dnešní době se však u freetekna čím dál tím častěji objevují harmonické melodie. Dále pak obsahuje nejrůznější syntetické zvuky a samply.
Freetekno scéna je silná subkultura fungující na DIY principech. Freetekno hudba i scéna bývají v ČR označovány také obecnějším názvem „techno“, který je ovšem matoucí a přesně nevystihuje správný význam.
Největším českým freetekno festivalem byl CzechTek.

## Freetekno scéna

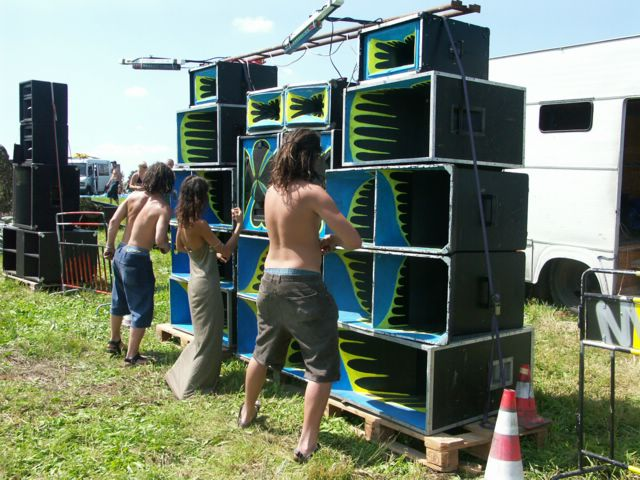
Tanečníci u malého soundsystému

Freetekno scéna zahrnuje v Čechách desítky tisíc příznivců a funguje na nevýdělečném základě. Akce jsou organizovány dobrovolně a pokud je vybíráno vstupné, slouží pouze na pokrytí nákladů. Kromě hudby zahrnuje tato subkultura i další prvky: osvětlení akcí (typické jsou silné stroboskopy), výzdoba záhadnými obrazci na plachtách, videoprojekce, žonglérská vystoupení a fireshow.
Základem freetekno scény jsou soundsystémy (také Tribes - kmeny), volná seskupení lidí, kteří společně vlastní hudební aparaturu a dodávky nebo nákladní auta k její přepravě. Jednotlivé soundsystémy nebo jejich skupiny jsou jádrem freetekno party a mají největší podíl na její organizaci. Mezi nejznámější české sound-systémy patří Cirkus Alien, Mayapur, NSK, Komatsu, Metro, Oktekk a Strahov.
Hlavní událostí roku je teknival, freetekno festival pod širým nebem otevřený pro všechny freetekno umělce. Český teknival nesl název CzechTek, konal se každoročně od roku 1994 pravidelně poslední víkend v červenci a účastnily se ho desítky tisíc lidí z celé Evropy. Zatím poslední byl CzechTek 2006. Free party jsou menší akce, omezené zpravidla na jednotlivé soundsystémy. Vlna těchto akcí po celé ČR se koná pravidelně koncem dubna. Během roku probíhá mnoho dalších free parties pod širým nebem nebo v klubech, hospodách a různých opuštěných budovách.
V zahraničí probíhá nejvíce free-tekkno akcí ve Francii a dále v České republice, Německu, na Slovensku, v Holandsku, Španělsku, Itálii a v Kanadě. Momentálně směřuje vlna freetekno směrem na východ např. do Bulharska a Ukrajiny.

## Zážitek

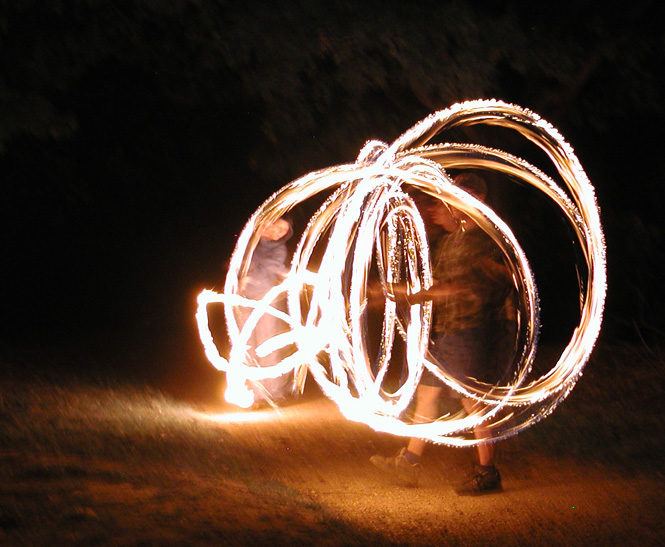
Vystoupení s ohněm

Freetekno je určeno především k tanci! Free-tekno party přináší účastníkům velmi silné zážitky, mezi něž patří:
- sounáležitost s dalšími podobně naladěnými lidmi
- posvátný pocit srovnávaný s dávnými rituály
- spojení s přírodou (v případě akce pod širým nebem)
- uvolněná atmosféra
- radost z toho, že podobnou akci lze uspořádat čistě z nadšení
- spojení s bohem

## Historie
Freetekno scéna má kořeny v první polovině 90. let v Anglii, u jejího zrodu stál soundsystém Spiral Tribe. Ten uspořádal řadu free parties, která vyvrcholila v roce 1992 Castlemorton Common Festivalem. Tato akce přilákala 30 000 návštěvníků a je označována jako největší free festival od Stonehenge Free Festivalu, který probíhal v letech 1972 - 1984. Castlemorton byl přímou příčinou zavedení faktického zákazu free parties přísným zákonem Criminal Justice and Public Order Act 1994 a uvěznění třinácti členů Spiral Tribe. Po propuštění na svobodu v roce 1994 se Spiral Tribe přesunuli do evropských zemí, kde uspořádali řadu free parties a teknivalů.
V červenci 1994 uspořádali Spiral Tribe první Teknival v ČR, který se od té doby konal každoročně až do roku 2006 (od roku 1999 pod názvem CzechTek). Soundsystém Spiral Tribe se těchto akcí účastnil zřejmě až do roku 1997, tedy přibližně do doby, kdy se rozpadl. Nyní je ve freetekno scéně téměř legendou.
V druhé polovině devadesátých let vznikla řada českých soundsystémů, mezi prvními byli Cirkus Alien, Mayapur a Technical Support. Po roce 2000 začala freetekno scéna rychle růst a soundsystémy se brzo počítaly na desítky. V této době se také freetekno scéna výrazně oddělila od komerční scény elektronické taneční hudby, se kterou byla zpočátku propojená. Některé z prvních soundsystémů byly podle anglického vzoru kočovné (travellers), většina ostatních jsou však „městské systémy“ - jsou složeny z usedle žijících lidí, kteří si užívají svou oblíbenou hudbu a životní styl o víkendech.
V posledních letech se některé české soundsystémy podílely na akcích v Bulharsku (BulgariaTek), Slovensku (SlovTek), Černé Hoře a dalších.

## DIY přístup
D.I.Y. (Do It Yourself) - Udělej si sám.
Příznivci freetekna tvrdí, že hudební vydavatelství existují především proto, aby vytvářela zisk. Příznivce se snaží vytvořit protiváhu tzv. zábavního průmyslu.
Vycházejí z přesvědčení, že každý konzument kultury může být i jejím tvůrcem. DIY kultura se vzájemně podporuje v tvorbě a vydávání různých děl vyrobených „na koleně“.
Česká DIY scéna pořádá od roku 2003 DIY karneval - průvod Prahou s hudbou, tancem, maskami, výzdobou a různými vystoupeními.

## Subžánry tekna
- Mental (Tribal Engineers, Keja vs Kan10)
- Acid (Hesed, Format C:\, Acid Anonymous)
- Tribe (Ling Ling, FKY, Little Guy)
- Hardtek (Mat Weasel Busters, Keygen Kaotic, Narkotek - "Guigoo, Seno & Weser", Billx, Floxytek, Strez)
- Tribecore (Osmik, JT Labo 14, Datek)
- Hardfloor (Nout Heretik)
- Raggatek (Vandal, Yowii, DK Brothers)
- Jungletek (Mandidextrous)
- Medicid Techno
- Hard styles